# Symboli Kris S
Symboli Kris S (en japonais : シンボリクリスエス) (1999-2020) est un cheval de course pur-sang anglais japonais, élu deux fois cheval de l'année (en 2002 et 2003).

## Carrière de courses
En novembre 1998, le haras japonais Symboli Stud acquiert pour $ 300 000 Tee Kay, une poulinière pleine de Kris S. Son produit, né à Mill Ridge Farm dans le Kentucky, passe aux ventes de yearlings de Keeneland en septembre 2000 mais son prix de réserve ($ 400 000) n'est pas atteint et il est envoyé au Japon, chez l'entraîneur Kazuo Fujisawa. Symboli Kris S débute par une victoire à Tokyo à 2 ans, mais on ne le retrouve que l'année suivante, où il prend plusieurs accessit avant de s'imposer pour la première fois au niveau des stakes en avril, puis dans un groupe 2 préparatoire au Tokyo Yushun, le Derby japonais. Dans le grand rendez-vous des 3 ans, ouvert depuis l'année précédente aux chevaux nés à l'étranger, il ne trouve que Tanino Gimlet pour lui barrer la route du succès. Après le break estival, il rentre victorieusement dans une préparatoire au Kikuka Sho. Mais plutôt que d'opter pour la troisième et dernière manche de la Triple Couronne, Symboli Kris S s'en va affronter les chevaux d'âge dans le Tennō Shō d'automne, disputé cette année-là à Nakayama en raison de travaux sur l'hippodrome de Fuchū. Il relève le défi et met à la raison un peloton emmené par Narita Top Road, devenant le troisième 3 ans à remporter cette épreuve après Happy Might en 1937 et Bubble Gum Fellow en 1996. Un mois plus tard, il est le favori de la Japan Cup, où il affronte le champion italien Falbrav, le tenant du titre Jungle Pocket, la classique française Bright Sky (Prix de Diane, Prix de l'Opéra), le lauréat des Champion Stakes Storming Home et Narita Top Road. Monté pour la première fois par le jockey français Olivier Peslier, Symboli Kris S se bat comme un beau diable dans une arrivée extrêmement serrée, et s'incline d'un nez et d'une encolure face à Falbrav et l'Anglo-américain Sarafan. Pour sa dernière course de l'année il s'adjuge l'Arima Kinen, ce qui permet à Olivier Peslier d'être le premier jockey étranger à remporter cette épreuve. Symboli Kris S est quant à lui le premier 3 ans à réussir le doublé Tenno Sho / Arima Kinen. Cette victoire, dans ce qui s'apparente à une finale pour les meilleurs chevaux japonais de la saison, lui vaut en outre le titre de cheval de l'année, cumulé à un titre de meilleur 3 ans.  
En 2003, Symboli Kris S fait l'impasse sur le Tennō Shō de printemps, la distance de 3 200 mètres excédant a priori ses aptitudes, et rentre directement dans le Takarazuka Kinen, où il affronte un lot exceptionnel emmené par un 3 ans aux limites inconnues, Neo Universe (vainqueur des deux premières manches de la Triple Couronne, le Satsuki Sho et le Tokyo Yushun), Agnes Digital et ses six groupe 1 au compteur, Hishi Miracle, récent vainqueur du Tennō Shō de printemps, et de vieilles connaissances comme l'increvable Narita Top Road. Monté par l'Américain Kent Desormeaux, il ne peut faire mieux que cinquième : c'est la première, et la dernière fois que le champion ne monte pas sur le podium d'une course. De nouveau associé à Olivier Peslier, il se rattrape en novembre avec un doublé dans le Tennō Shō d'automne, dont il s'approprie le record et où il devient le premier cheval à conserver son titre (seule Almond Eye l'imitera en 2020). Il enchaîne avec la Japan Cup qui lui échappe comme l'an dernier, mais sans regret cette fois tant Tap Dance City, qu'il avait pourtant devancé l'an passé dans l'Arima Kinen, semble intouchable et s'envole de 9 longueurs, tandis que lui arrache le deuxième accessit d'une tête devant Neo Universe.   
Symboli Kris S fait ses adieux à la compétition dans l'Arima Kinen, pour laquelle il est plebiscité (il termine en tête du scrutin dans cette course dont les partants sont désignés par le vote du public) et installé favori devant Tap Dance City, comme si l'on pressentait une revanche. Et les parieurs ne s'y sont pas trompés : Symboli Kris S rend littéralement la monnaie de sa pièce à Tap Dance City, en écrasant à son tour la course par 9 longueurs, du jamais vu. Tap Dance City est loin, très loin. En outre, le record de la course tombe et Symboli Kris S devient le cinquième double vainqueur de l'épreuve. La traditionnelle cérémonie d'adieux a lieu le jour même à Nakayama, et en fin d'année Symboli Kris S devient le troisième cheval après Shinzan (1965, 1966) et Symboli Rudolf (1984, 1985) à être élu pour la seconde fois cheval de l'année.  

### Résumé de carrière
| Date         | Hippodrome  | Pays        | Course              | Statut      | Distance    | Jockey            | Place       | Écart       | Vainqueur ou deuxième |
| 2001, 2 ans  | 2001, 2 ans | 2001, 2 ans | 2001, 2 ans         | 2001, 2 ans | 2001, 2 ans | 2001, 2 ans       | 2001, 2 ans | 2001, 2 ans | 2001, 2 ans           |
| ------------ | ----------- | ----------- | ------------------- | ----------- | ----------- | ----------------- | ----------- | ----------- | --------------------- |
| 13 octobre   | Tokyo       | Japon       | Inédits             |             | 1 600 m     | Yukio Okabe       | 1er / 9     |             | Asakusa Kininaru      |
| 2002, 3 ans  |             |             |                     |             |             |                   |             |             |                       |
| 27 janvier   | Tokyo       | Japon       | Saintpaulia Sho     |             | 1 800 m     | Norihiro Yokoyama | 2e / 14     | enc.        | Timeless World        |
| 9 février    | Tokyo       | Japon       | Yurikamome Sho      |             | 2 400 m     | Norihiro Yokoyama | 3e / 16     | tête        | Tokai Arrow           |
| 10 mars      | Nakayama    | Japon       | Under 5M            |             | 1 800 m     | Yukio Okabe       | 3e / 16     | enc.        | Meiner Liberty        |
| 6 avril      | Nakayama    | Japon       | Yamabuki Sho        |             | 2 200 m     | Yukio Okabe       | 1er / 16    | 1 ¾         | Meiner Amundsen       |
| 27 avril     | Tokyo       | Japon       | Hai Aoba Sho        | Gr. 2       | 2 400 m     | Yutaka Take       | 1er / 18    | 2 ½         | Bamboo Juventus       |
| 26 mai       | Tokyo       | Japon       | Tokyo Yushun        | Gr. 1       | 2 400 m     | Yukio Okabe       | 2e / 18     | 1           | Tanino Gimlet         |
| 22 septembre | Nakayama    | Japon       | Kobe Shimbun Hai    | Gr. 2       | 2 000 m     | Yukio Okabe       | 1er / 16    | 2 ½         | No Reason             |
| 27 octobre   | Nakayama    | Japon       | Tennō Shō (automne) | Gr. 1       | 2 000 m     | Yukio Okabe       | 1er / 18    | 3/4         | Narita Top Road       |
| 24 novembre  | Nakayama    | Japon       | Japan Cup           | Gr. 1       | 2 400 m     | Olivier Peslier   | 3e / 16     | enc.        | Falbrav               |
| 22 décembre  | Nakayama    | Japon       | Arima Kinen         | Gr. 1       | 2 500 m     | Olivier Peslier   | 1er / 14    | 1/2         | Tap Dance City        |
| 2003, 4 ans  |             |             |                     |             |             |                   |             |             |                       |
| 29 juin      | Hanshin     | Japon       | Takarazuka Kinen    | Gr. 1       | 2 200 m     | Kent Desormeaux   | 5e / 17     | 2 ½         | Hishi Miracle         |
| 2 novembre   | Tokyo       | Japon       | Tennō Shō (automne) | Gr. 1       | 2 000 m     | Olivier Peslier   | 1er / 18    | 1 ½         | Tsumaru Boy           |
| 20 novembre  | Tokyo       | Japon       | Japan Cup           | Gr. 1       | 2 400 m     | Olivier Peslier   | 3e / 18     | 9 ¾         | Tap Dance City        |
| 28 décembre  | Nakayama    | Japon       | Arima Kinen         | Gr. 1       | 2 500 m     | Olivier Peslier   | 1er / 12    | 9           | Lincoln               |

## Au haras
À l'issue de sa carrière de courses, Symboli Kris S rejoint l'armada d'étalons de Shadai Farm, puis déménage en 2016 pour la Breeders Stallion Station à Hidaka, où il reste jusqu'à sa mise à la retraite en 2019. Il part finir ses jours chez son éleveur, à Symboli Farm, à Narita, et meurt en décembre 2020, victime de fourbure. Il a bien réussi sa deuxième carrière, donnant notamment (avec le père de mère entre parenthèses) :
- Epiphaneia (Special Week) : Kikuka Sho, Japan Cup, père de Daring Tact (Triple Tiare) et de Efforia, cheval de l'année en 2021.
- Success Brocken (Sunday Silence) : Japan Dirt Derby, February Stakes, Tokyo Daishoten.
- Le Vent Se Leve (Neo Universe) : Japan Dirt Derby, Mile Championship, Champions Cup.
- Strong Return (Smart Strike) : Yasuda Kinen.
- Alfredo (Sunday Silence) : Asahi Hai Futurity Stakes.

Symboli Kris S est aussi le père de mère de Rey de Oro (par King Kamehameha), vainqueur du Tokyo Yushun et du Tennō Shō (automne), Songline (par Kizuna), lauréate du Victoria Mile et du Yasuda Kinen, ou encore de Akai Ito (par Kizuna), qui s'est imposée dans la Queen Elizabeth II Cup. 

## Origines
Symboli Kris S est, comme son nom l'indique, un fils de Kris S. Trois petites victoires et puis s'en va : le palmarès de cet Américain se résume à cette ritournelle puisqu'une blessure l'a prématurément envoyé au haras, où il s'est plus que rattrapé, puisqu'il a donné cinq vainqueurs de Breeders' Cup dont trois chevaux récompensés d'un Eclipse Award, un lauréat du Derby d'Epsom (Kris Kin), ou encore la mère de la grande Zenyatta.
Tee Kay, la génitrice de Symboli Kris S, avait du talent et s'est imposée dans un groupe 3, les Martha Washington Stakes. Au haras, elle a donné d'autres gagnants mais aucun au niveau des courses de groupe. 

### Pedigree
| Origines de Symboli Kris S (USA), mâle bai brun né en 1999 | Origines de Symboli Kris S (USA), mâle bai brun né en 1999 | Origines de Symboli Kris S (USA), mâle bai brun né en 1999 | Origines de Symboli Kris S (USA), mâle bai brun né en 1999 |
| ---------------------------------------------------------- | ---------------------------------------------------------- | ---------------------------------------------------------- | ---------------------------------------------------------- |
| Père Kris S                                                | Roberto                                                    | Hail to Reason                                             | Turn-to                                                    |
| Père Kris S                                                | Roberto                                                    | Hail to Reason                                             | Nothirdchance                                              |
| Père Kris S                                                | Roberto                                                    | Bramalea                                                   | Nashua                                                     |
| Père Kris S                                                | Roberto                                                    | Bramalea                                                   | Rarelea                                                    |
| Père Kris S                                                | Sharp Queen                                                | Princequillo                                               | Prince Rose                                                |
| Père Kris S                                                | Sharp Queen                                                | Princequillo                                               | Cosquilla                                                  |
| Père Kris S                                                | Sharp Queen                                                | Bridgework                                                 | Occupy                                                     |
| Père Kris S                                                | Sharp Queen                                                | Bridgework                                                 | Feale Bridge                                               |
| Mère Tee Kay                                               | Gold Meridian                                              | Seattle Slew                                               | Bold Reasoning                                             |
| Mère Tee Kay                                               | Gold Meridian                                              | Seattle Slew                                               | My Charmer                                                 |
| Mère Tee Kay                                               | Gold Meridian                                              | Queen Louie                                                | Crimson Satan                                              |
| Mère Tee Kay                                               | Gold Meridian                                              | Queen Louie                                                | Reagent                                                    |
| Mère Tee Kay                                               | Tri Argo                                                   | Tri Jet                                                    | Jester                                                     |
| Mère Tee Kay                                               | Tri Argo                                                   | Tri Jet                                                    | Haze                                                       |
| Mère Tee Kay                                               | Tri Argo                                                   | Hail Proudly                                               | Francis S.                                                 |
| Mère Tee Kay                                               | Tri Argo                                                   | Hail Proudly                                               | Spanglet (famille 8-h)                                     |